# Троїцьке (сільське поселення присілок Глухово)
Троїцьке (рос. Троицкое) — присілок в Мединському районі Калузької області Російської Федерації.
Населення становить 15 осіб. Входить до складу муніципального утворення Присілок Глухово.

## Історія
Від 2004 року входить до складу муніципального утворення Присілок Глухово.

## Населення
| 2002 | 2010 |
| ---- | ---- |
| 21   | ↘15  |